# José de Iturrigaray

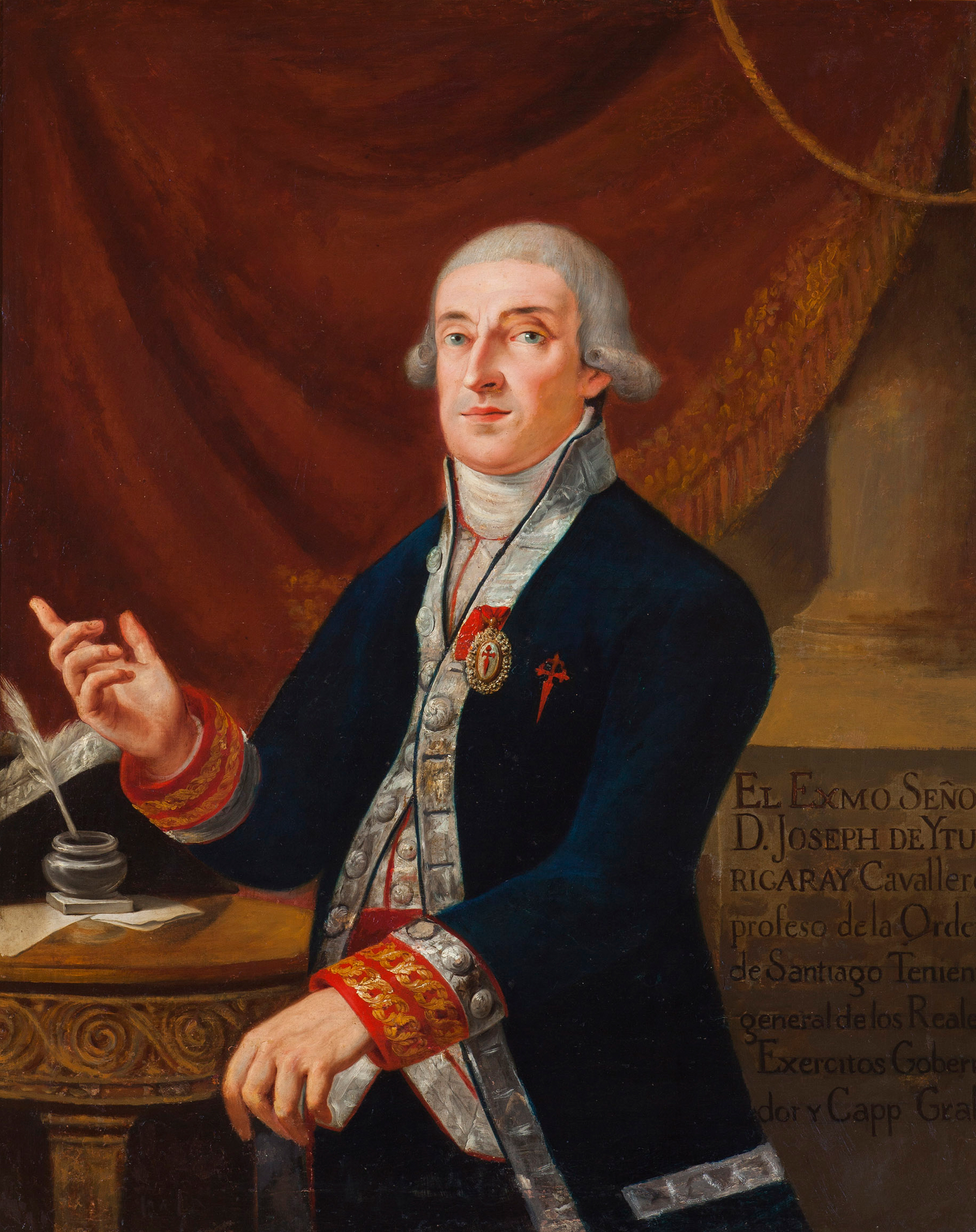
José de Iturrigaray

José Joaquín de Iturrigaray y Aróstegui (Cádiz, 27 juni 1742 - Madrid, 1815) was een Spaans militair en koloniaal bestuurder. Van 1803 tot 1808 was hij onderkoning van Nieuw-Spanje.
Gedurende de Franse revolutieoorlogen was hij kolonel in Roussillon. Hij nam ook deel aan de invasie van Portugal en gevechten in de straat van Gibraltar. In 1803 werd hij met steun van Manuel Godoy tot vicekoning aangewezen. In die functie werd hij berucht vanwege zijn corruptie. Na de machtsovername van Napoleon in Spanje die zijn broer Jozef Napoleon op de troon zette, poogde Iturrigaray een meer liberale en autonome regering te vestigen in Nieuw-Spanje. Conservatieven vreesden echter dat hij zichzelf tot koning wilde uitroepen, en zetten hem op 15 september 1808 bij een staatsgreep af. De repressie en politieke chaos die hierop volgde leidde twee jaar later tot de Mexicaanse Onafhankelijkheidsoorlog.
Bij zijn terugkeer in Spanje werd hij gearresteerd, doch twee jaar later werd hij vrijgesproken.
- Biblioteca Nacional de España: XX1524811
- Gemeinsame Normdatei: 1100061029
- International Standard Name Identifier: 0000 0000 2517 0832
- Library of Congress Control Number: n85327718
- Nationale Bibliotheek van Israël: 987007439059205171
- SNAC: w6805955
- Virtual International Authority File: 50683215
- WorldCat: E39PBJqVQV38VQGFxtjBTQY773